# Saint-Éloi, Creuse
Saint-Éloi är en kommun i departementet Creuse i regionen Nouvelle-Aquitaine i de centrala delarna av Frankrike. Kommunen ligger i kantonen Pontarion som tillhör arrondissementet Guéret. År 2022 hade Saint-Éloi 176 invånare.

## Befolkningsutveckling
Antalet invånare i kommunen Saint-Éloi
Referens:INSEE